# Pselaphodes hlavaci
Pselaphodes hlavaci (лат.) — вид мелких коротконадкрылых жуков рода Pselaphodes из подсемейства ощупники (Pselaphinae, Staphylinidae). Название дано в честь энтомолога Peter Hlaváč.

## Распространение
Юго-Восточная Азия: Китай, Sichuan.

## Описание
Мелкие жуки-ощупники, длина тела более 3,5 мм, красновато-коричневого цвета. Апикальные членики IX—XI жгутика усика увеличенные (у самцов антенномеры X немодифицированные, а IX и VII-й с выступами). Антенномеры V–VI каждый много длиннее своей ширины. Второй тарзомер простой, линейный, не увеличенный. Срединная метавентральная ямка отсутствует. Нижнечелюстные щупики (по крайней мере, некоторые сегменты из группы II—IV) асимметричные, округло расширенные или слегка выступающие латерально. Голова с фронтальной ямкой. Глаза выступающие. Усики прикрепляются у переднего края головы; булава усиков 3-члениковая; скапус отчётливо длиннее педицелля. Ноги тонкие и длинные; бёдра утолщённые. В основании надкрылий по две ямки. Брюшко короткое (его длина явно меньше ширины).

## Систематика
Впервые описан в 2010 году, а его валидный статус подтверждён в ходе ревизии, проведённой в 2012 году китайскими колеоптерологами Zi-Wei Yin и Li-Zhen Li (Shanghai Normal University, Шанхай, Китай). По своим признакам наиболее близок к виду Pselaphodes miraculum.